# Мартинеску, Николае
Николае Мартинеску (рум. Nicolae Martinescu; 24 февраля 1940 — 1 апреля 2013) — румынский борец. Олимпийский чемпион 1972 года. Заслуженный мастер спорта СССР (1972).

## Биография
На Летних Олимпийских играх 1968 года в Мехико боролся в весовой категории до 97 килограммов (полутяжёлый вес). Победитель определялся по минимальному количеству штрафных баллов: за чистую победу (туше) штрафные баллы не начислялись, за победу по решению судей начислялся 1 штрафной балл; за чистое поражение начислялись 4 штрафных балла, за поражение по очкам начислялись 3 штрафных балла, за ничью 2 штрафных балла. Спортсмен, получивший до финальных схваток 6 штрафных баллов, выбывал из турнира. Когда оставалось три или меньше борцов, они разыгрывали между собой медали. В финальной схватке исходя из количества баллов разыгрывалось 2 и 3 места. Николае Мартинеску проиграл решением судей советскому борцу Николаю Яковенко и завоевал бронзовую медаль.
На Летних Олимпийских играх 1972 года в Мехико боролся в весовой категории до 100 килограммов (тяжёлый вес). Вышел в финальную часть соревнований, где решением судей выиграл у Яковенко и стал Олимпийским чемпионом.
В декабре 1972 года в ознаменование 50-летия СССР в числе ряда спортсменов социалистических стран получил звание Заслуженный мастер спорта СССР.